# Pont flottant motorisé
Pour les articles homonymes, voir PFM.
Le pont flottant motorisé ou PFM, fabriqué par CNIM Systèmes Industriels, déploie un pont logistique. C'est un équipement de l'armée de terre française permettant de déployer rapidement un pont mobile/pont flottant ou fixe sur une coupure humide. Mis en service en 1985 pour succéder au matériel d’origine américaine (M4 T6, US 60 t, etc.) qui équipait les compagnies de pont lourd d’équipage, le pont flottant motorisé (PFM), de par sa grande vulnérabilité et sa capacité à faire franchir tous les véhicules (y compris civils) en dotation dans l’armée de terre, a pour vocation première d’être employé dans un environnement tactique sécurisé, c’est-à-dire en 2e échelon comme pont logistique.

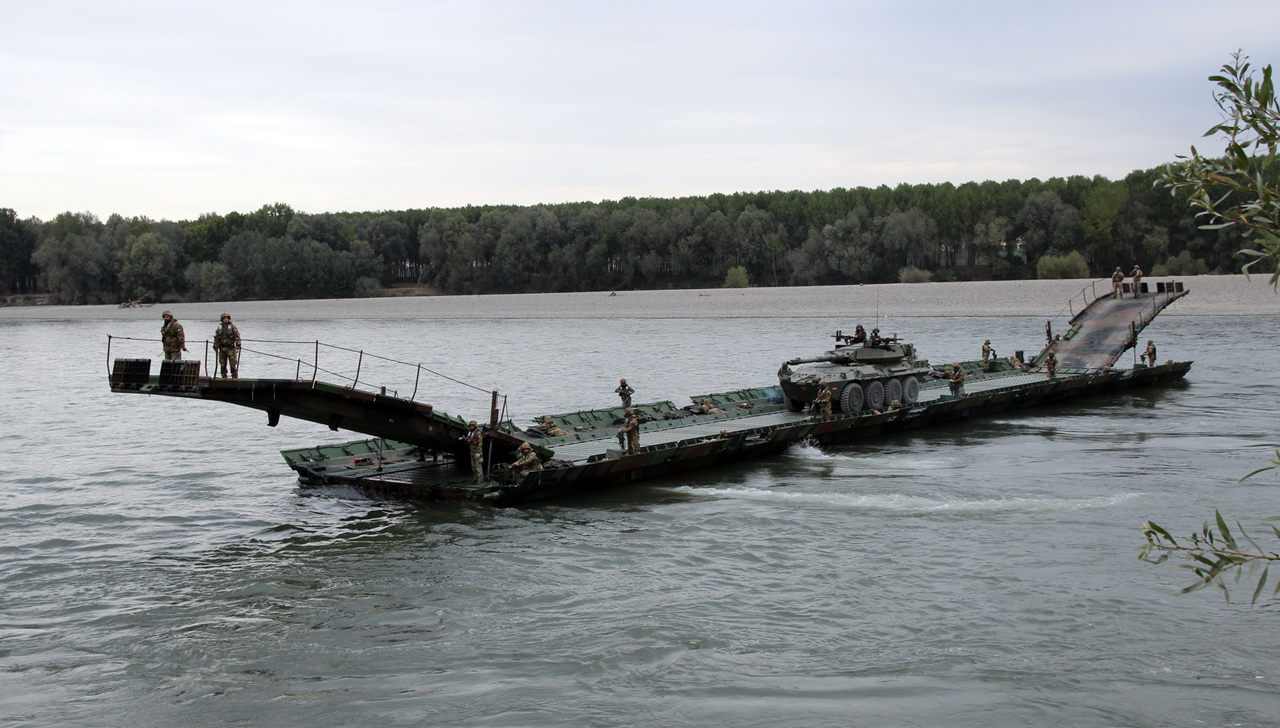
Un PFM italien en version ferry sur le Pô composé de quatre modules et de deux rampes.

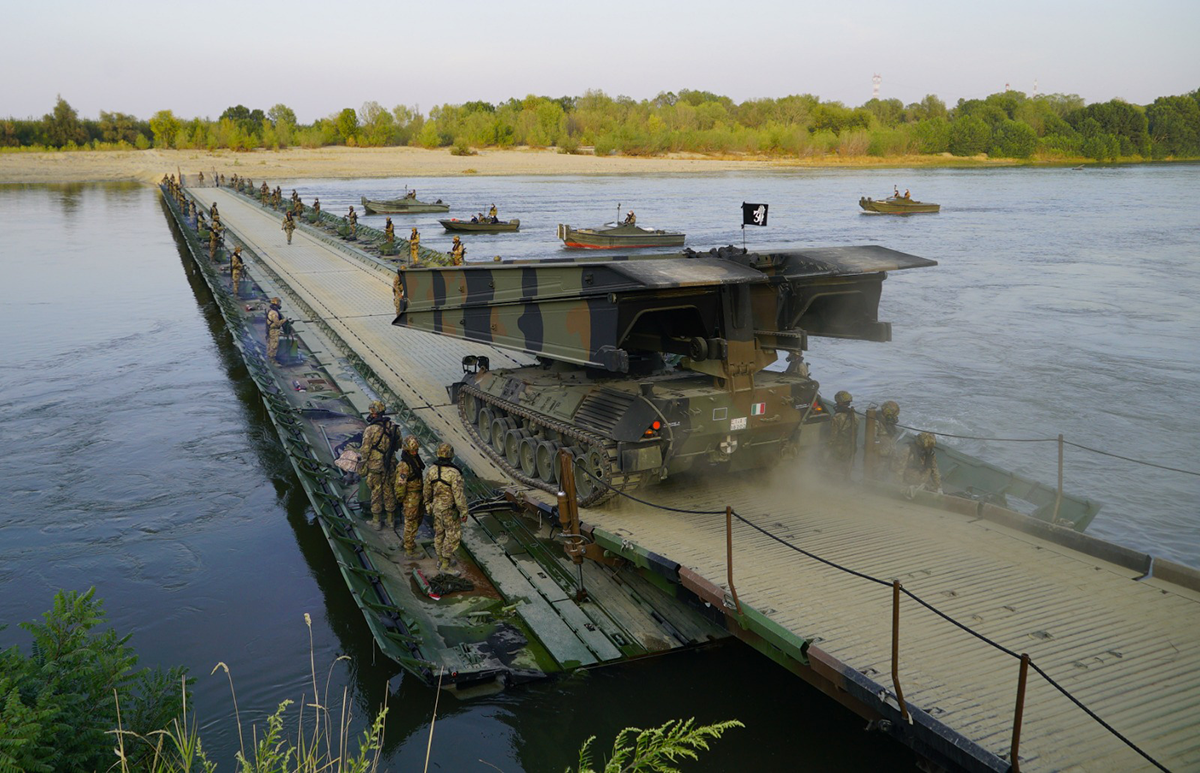
Un char lanceur de pont Biber traversant un PFM italien sur le Pô en 2021.

Toutefois, sa mise en œuvre rapide avec peu de personnel, sa capacité à faire franchir des véhicules lourds (MLC 70) ainsi que son aptitude à travailler en portière permettent, en cas d’ultime recours, d’envisager son emploi tactique en zone divisionnaire. La conception du pont flottant motorisé lui permet d’être mis en œuvre rapidement, sans aménagement particulier du terrain et sans  renfort en personnel ou en matériel. Le tracteur et la semi-remorque spécialisée motorisée donnent toute autonomie à l’équipage pour la mise à l’eau du module, la dépose et la reprise des rampes. Le pont flottant motorisé est un pont du type poutre flottante barrant le courant. Il permet le franchissement des cours d'eau aux véhicules à roues et à chenilles, soit par pont, soit par portière.
Ce matériel de pontage est de classe nominale 70 et autorise le franchissement des cours d’eau aux véhicules à roues des gammes tactique et logistique et à tous les engins à chenilles, sans précaution particulière de passage dans des courants jusqu’à 2,5 mètres par seconde.

## Historique
La Seconde Guerre mondiale a fait avancer à grands pas la technique militaire et en particulier dans le domaine du franchissement de coupures humides. Les moyens sont efficaces mais restent longs à mettre en œuvre et gourmands tant en personnel qu'en matériel.
La guerre froide faisant planer le spectre de l'invasion des pays de l'Europe de l'Ouest par ceux du bloc de l'Est, il apparaît qu'un maintien de ponts sur les grands fleuves coupant les axes de progression est nécessaire. Le défi à relever n'est pas aisé, il faut être rapide, discret et avoir un gros débit de franchissement.
Le premier matériel rapide fut le pont Gillois, décrit largement dans Les Engins amphibies Gillois ou l'idée d'un génie (François Quiri).
Une idée nouvelle vit le jour dans les années 1980 : créer un matériel pouvant avoir des capacités identiques à celles du "Gillois", tout en prévoyant des éléments facilement interchangeables (ou récupérables par n'importe quel semi PFM) en cas de destruction partielle. Le PFM est né. 
Le 4e régiment du génie de La Valbonne fut le régiment testeur/essayeur de ce matériel. Très rudimentaire sur les premières ébauches, l'expérience des sapeurs fera modifier de façon profonde cet équipement. Après de nombreuses modifications et améliorations sur les modules et les rampes, c'est au tour des tracteurs. En premier lieu, les tracteurs Berliet équipant le parc de l'armée firent l'affaire. Les GBC 8 KT utilisés en version tracteur TBC 8 KT(125 ch) se révélèrent toujours aussi fiables, mais leur manque de puissance les fit remplacer par les TBU (200 ch), bien plus puissants. En 1985, le pont flottant motorisé fut mis en service au sein de nombreux régiments du génie. Au plus fort des livraisons, une section complète se rendait aux usines Renault pour prendre possession de TRM 10000 (260 ch) avant de partir vers La Seyne-sur-Mer afin de récupérer le restant de l'ensemble PFM. Au milieu des années 1990, le 1er régiment du génie effectua des manœuvres avec le 2e Reggimento Genio Pontieri. À la suite des divers livres blancs, de nombreuses dissolutions d'unités firent que ce matériel fut, soit vendu aux domaines (voire à l'export), remisé en « stock de guerre » à Saint-Astier, ou transféré vers le régiment successeur. En 2013, 70 PFM sont disponibles dans l'armée française, d'une moyenne d'âge de 25 ans.
À partir de 2020, 500 m d'une version revalorisée PFM F2 pouvant embarquer 40 tonnes entre en service. Les porteurs sont désormais des
Scania.
Régiments Génie Français équipés.
- 1er Régiment du génie (1er RG). Régiment spécialisé dans le franchissement du Rhin. Régiment dissous en 2010.
- 2e Régiment du Génie (2e RG). Régiment dissous en 2010.
- 3e Régiment du Génie (3e RG). Equipé de 2010 (suite de la dissolution de la 23e et 25e Cie du 1er RG) jusqu'en 2016.
- 4e Régiment du Génie (4e RG). Dissous. Régiment ayant effectué les tests dans les années 1980. Régiment dissous en 1999.
- 6e Régiment du Génie (6e RG). Depuis juillet 2016, le régiment récupère la compagnie de Franchissement du 3e RG. Il en est le dernier utilisateur opérationnel.
- 10e Régiment du Génie (10e RG). Régiment dissous en 1997.
- 11e Régiment du Génie (11e RG). Régiment dissous en 1991. (équipé en matériel Gillois, réalisation PFM non effectuée)
- 12e Régiment du Génie (12e RG). Régiment de réserve. Jumeaux du 1er RG. Régiment dissous en 1998.

## Caractéristiques
Le pont flottant motorisé est composé de plusieurs matériels, un module, une rampe  et une semi-remorque spécialisée.

### Module

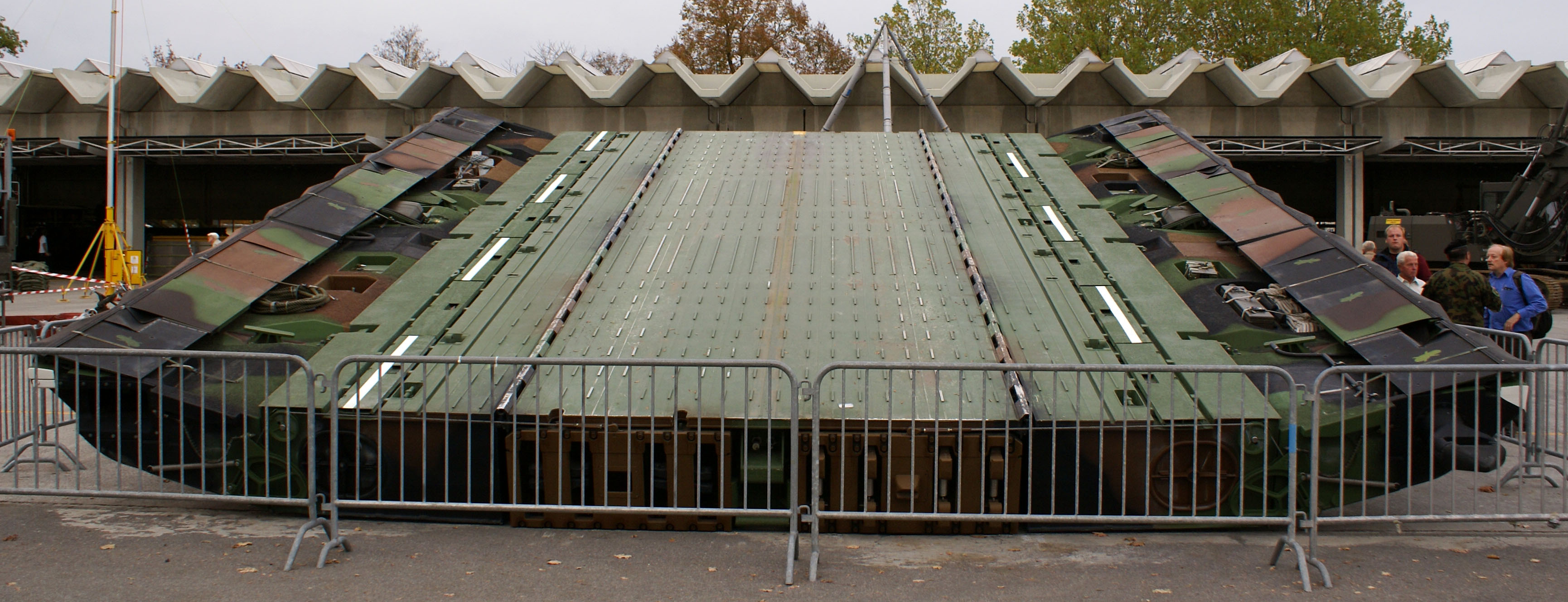
Un module déplié de l'armée suisse.

Les ponts et les portières sont constitués de modules possédant leur propre autonomie de propulsion, verrouillés les uns aux autres, et d’une rampe d’accès à chaque extrémité. Les ponts peuvent s’adapter à toutes les largeurs de brèche pour une capacité de débit de 250 véhicules par heure. Le module PFM constitue un élément de pont de 10 mètres avec une voie de roulement de 4 mètres. Il se compose essentiellement d’un caisson central, de deux caissons latéraux et de deux ballasts. Il est équipé de deux propulseurs de 75 ch orientables à 360 degrés. Il est transporté sur sa semi-remorque spécialisée. Celle-ci est équipée d’une télécommande permettant le déploiement, la mise à l’eau et la reprise du module par le conducteur seul. Le module est mis en œuvre par un équipage  constitué d’un sous-officier chef de module, d’un conducteur super poids lourd (SPL) et de deux pilotes appelés « propulsistes ».

### Rampe
La rampe est un élément du pont flottant motorisé assurant la continuité de passage entre la berge et le module de rive, la rampe d’accès a une voie de roulement de 4 mètres de large. Elle est équipée d’élargisseurs de voie et de garde-corps. Afin de s’adapter à la hauteur des berges, elle est manœuvrable en site grâce à un groupe hydraulique alimentant deux vérins. La rampe est mise en œuvre par un équipage constitué d’un sous-officier chef de rampe, d’un conducteur super poids lourd et de deux hommes d’équipages appelés « rampistes ». La rampe peut être utilisée seule en ponceau, pour un passage d'une coupure humide ou sèche d'une largeur max de 8 m.

### Semi-remorque spécialisée
En France, l'ensemble de transport est composé d'un tracteur TRM 10000 et d'une semi-remorque spécialisée servant au transport, à la mise à l'eau et à la sortie d'eau d'un module, ainsi qu'à la mise en place de la rampe sur une partie de pont. Elle sert également au transport des lots d'accessoires de module ou de rampe et des nourrices à carburant nécessaires aux propulseurs. Les énergies (hydraulique et électrique) nécessaires aux différentes manœuvres sont fournies par le tracteur. De plus, les roues de la semi-remorque peuvent devenir motrices (commandées depuis le tableau de bord du tracteur).

### PFM F3
CNIM poursuit en 2019, sur financement interne, le développement d’un PFM F3 qui permettra de s’adapter à l’aide au franchissement de véhicules plus lourds, jusqu’à 120 tonnes (soit un char et son porte-char), de réduire encore la masse de personnel nécessaire pour la mise en œuvre et l’emploi de tracteurs 8 x 8 (par exemple sur un PPLOG). La longueur des modules sera de 6,75 m ou de 10,1 m de long pour une masse unitaire de 14 tonnes.
Les moteurs sont désormais des Evinrude de 115 chevaux.
Dans sa version PFM3L, il pourra aussi s’assembler automatiquement, sans recourir à des semi-rigides pour assister le montage. Ce dernier pourrait être réalisé
en 15 à 30 minutes. Le module de base MLC30 nécessite quatre véhicules, et porte deux rampes longues et deux sections. CNIM estime la ressource humaine
à quatre pilotes et six sapeurs. 
La version longue à neuf sections et deux rampes longues (106 m) nécessite 11 véhicules pour son transport, 11 pilotes pour son maniement et 20 sapeurs.
Un ferry MLC40 (trois modules, deux rampes) de PFM F3 XP et ses quatre camions 8 x 8 et huit personnels peuvent être projetés avec deux avions de type A400M. 
Le PFM F3 devait être disponible à partir de la fin 2020, soit deux ans après le lancement du concept.

## Utilisateurs
- France
  - 6e régiment du génie - 9e brigade d'infanterie de Marine.
  - École du génie (pour l'instruction).

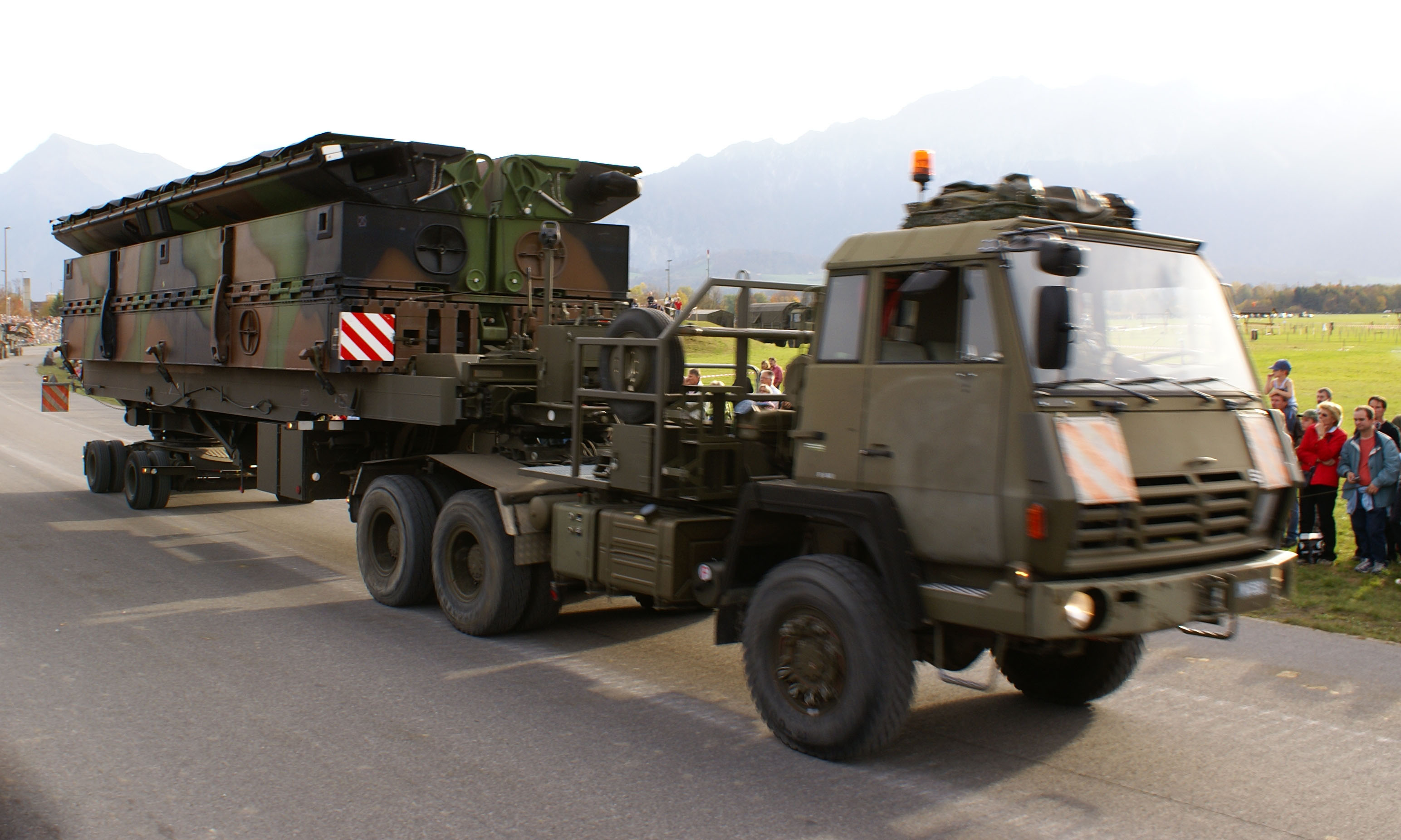
Suisse : un tracteur Steyr 6x6 tractant un module du Pont flottant 95 (2006)

- Italie - 2e Reggimento Genio Pontieri.
- Pologne - commande annoncée le 15 juin 2022 de PFM nouvelle génération pour 320 millions d'euros[3].
- Suisse - PFM dénommé Pont flottant 95 ou Schwimmbrücke 95; 
  - Pontonierbataillon 26 (Pont Bat 26);
  - École du génie 74 (E G 74).
- Malaisie - Engineer bridge.
- Ukraine : Commande en octobre 2022[4]

### Autres moyens de franchissement de l'Armée de terre française
- Engin de franchissement de l'avant, (EFA)
- Moyen léger de franchissement, (MLF)
- Pont automoteur d'accompagnement, (PAA)
- Pont Gillois